# Dairi (Japon)
Pour les articles homonymes, voir Dairi.

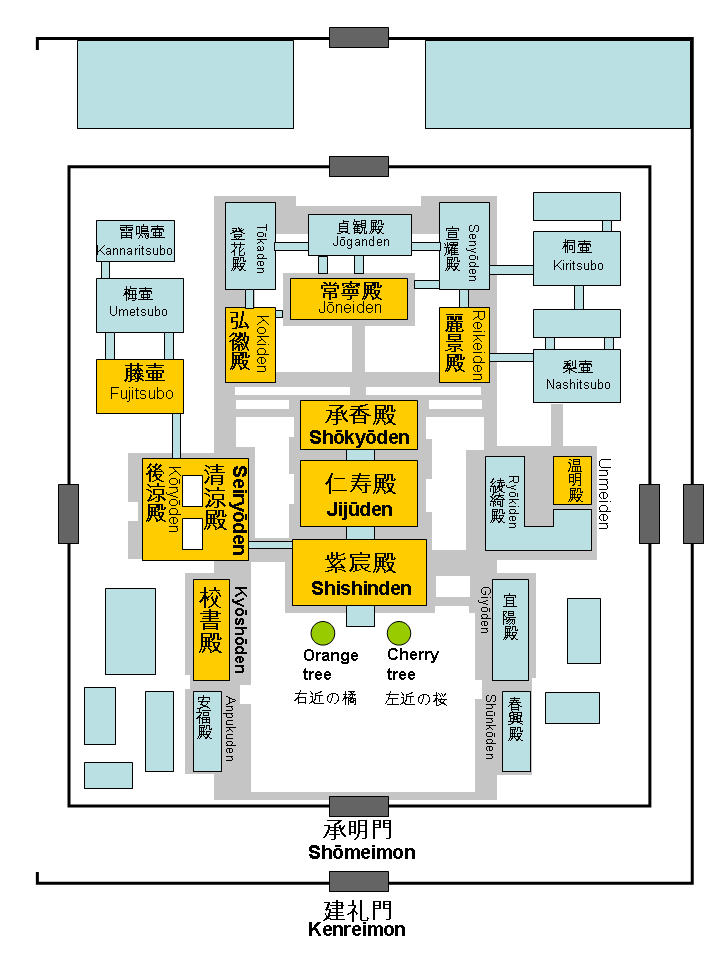
Plan schématique du palais intérieur.

Le Dairi (内裏) est le palais intérieur du Daidairi, l'ancien château impérial japonais de Heian-kyō (aujourd'hui Kyoto), entre 794 et 1868. Il abritait la salle du trône, les quartiers de l'empereur, ainsi que ceux de la famille consort.